# Gregorio Gamarra
Gregorio Gamarra va ser un pintor peruà. Seguidor de Bernardo Bitti. Arriba al Cuzco provinent de Potosí realitzant en 1607 Aparició de Sant Francesc al Papa Nicolau V que es troba en La Recoleta de Cuzco. En aquest lloc es troben també la seva Immaculada Concepció i La Visió de la Creu, basada aquesta última en un gravat de Sadeler.
A la ciutat de la Paz ha deixat diverses obres com la Verge de Guadalupe, realitzada a Cuzco i signada el 1609, La Porciúncula, la Visió del carro de foc i una Immaculada amb Sant Francesc i Sant Dídac que es troben en el Convent de Sant Francesc de la ciutat. En el Museu Nacional d'Art es troba l'Adoració dels Reis, basada en gravat de Sadeler. Té una Verge amb el Nen, Sant Joanet i Sant Josep en col·lecció particular, un Crist lligat a la columna a la Universitat de la Paz i una Mort de sant Josep al Convent del Carme.

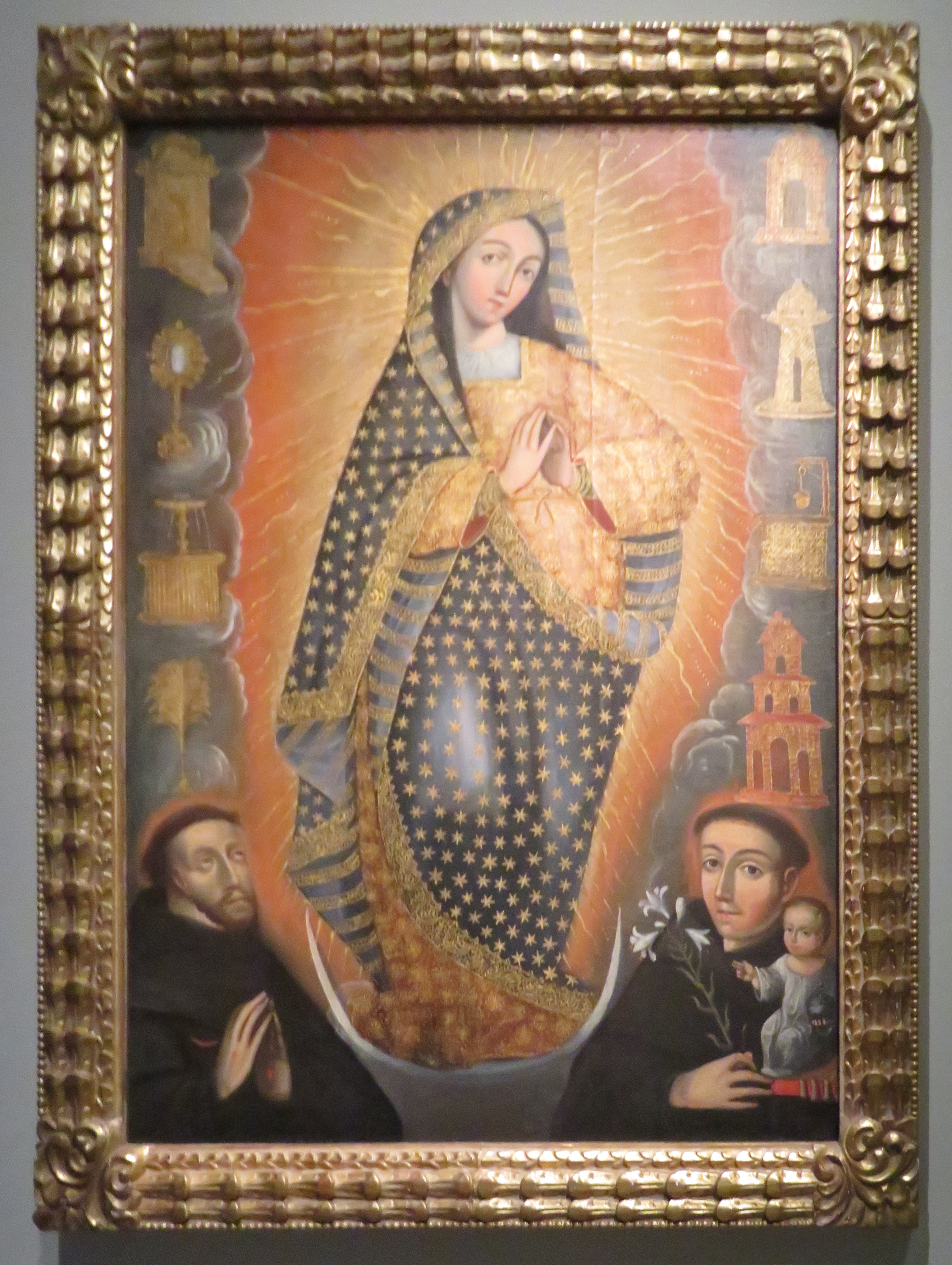
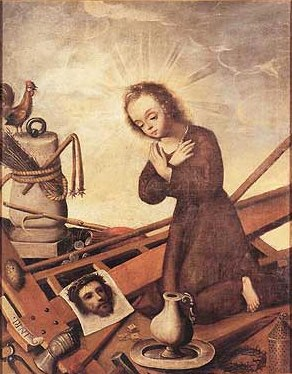
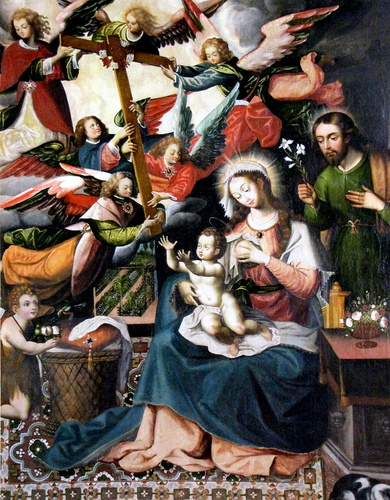
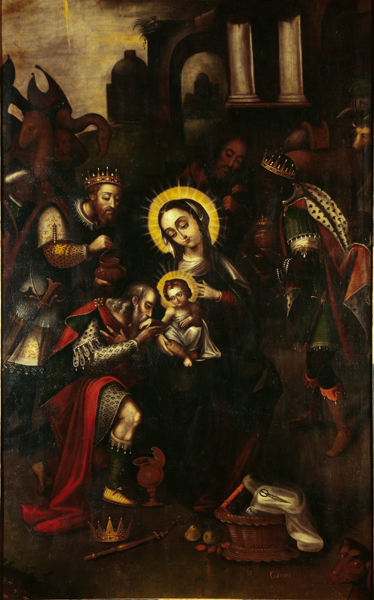